# Synthecium tubithecum
Synthecium tubithecum är en nässeldjursart som först beskrevs av George James Allman 1877.  Synthecium tubithecum ingår i släktet Synthecium och familjen Syntheciidae. Inga underarter finns listade i Catalogue of Life.